# 矿物油

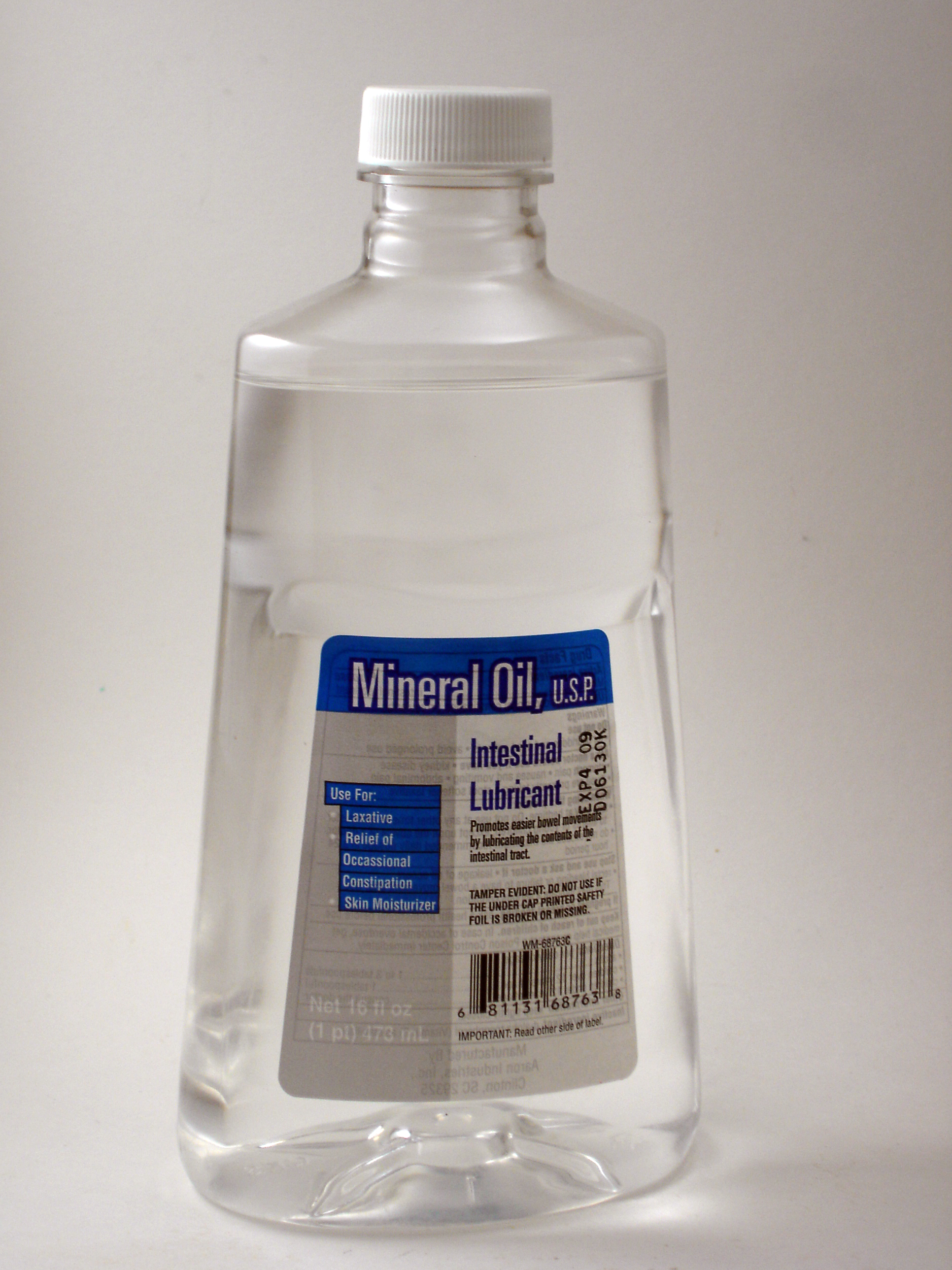
美國常見的矿物油

矿物油（或石蜡油）指的是从矿物源、特别是石油分馏物中提取的任何一种无色无臭高级烷烃。
「矿物油」一名其实并不准确，在过去曾用于描述某些具体的油。「白油」、「液态石蜡」、「液态石油」等称谓同样不精确。
通常，矿物油是通过分馏石油以及石油原料制造汽油过程中的副产品。矿物油无色透明，主要由烷烃、环状石蜡（与凡士林有关）构成。矿物油可分为轻、重等级，密度每立方厘米约0.8克。
矿物油产量非常多，价格低，常在药店出售。
提炼后的矿物油分三类：
- 石蜡油，主要为正烷烃
- 环烷烃油，主要为环烷烃
- 芳香烃油，主要为芳香烃（勿與精油混淆）

## 命名
矿物油、白油等名没有准确含义，也無法准确体现其化学构成。在19世纪末以前，化学科学也无法准确判断这种物质的組份，因此以一個名字对应一系列油，白金属就是类似例子。

## 毒性
一般接触和使用矿物油对人类安全。FDA批准在个人护理产品和化妆品添加矿物油，也可以作为食品添加剂，每公斤上限10毫克。根据2011年3月英国的一單新闻，墨水中的矿物油会渗入食物，因为有致癌危险，食品制造商停止使用回收的纸盒作包装。世界卫生组织将未精制或低級精制的矿物油分類為1類致癌物；而高級精制的礦物油則分類為3類致癌物，即不視作致癌物，但沒有充分證據證明其不致癌。

## 用途

### 生物医学

#### 化學用途
由於礦物油化學性質穩定，因此常用於儲存不穩定的化學品（如鹼金屬），以防止其與空氣或水反應。

#### 兽医用途
化毛膏
植物噴灑油

### 化妆品
抗靜電劑、柔潤劑、溶媒、溶劑，碳氫化合物，自石油蒸餾物中取得，雖可增加溼潤感，但無法直接改善乾燥受損肌膚。對於礦物油是否傷害肌膚眾說紛紜，但可以確定的是，不純的會引起過敏及致痘性，而已經處於傷害或敏感性膚質者應避免使用。由於其色澤及特性，常用於白色膏狀藥物或保養品中。
礦物油品級越高純度越好，對肌膚也更安全，但它沒法用嗅覺、視覺或觸覺分辨。

### 机械、电子和工业
可用来保存生铁或高碳钢铁，制造润滑油。

### 食品处理
因为矿物油能防止吸收水分，同时无味，食品级矿物油是很常见的木制砧板、碗等各种厨具的防腐剂。将少量矿物油涂抹在木制厨具上，能阻止吸收食物味道，使厨具更易清洗，同时保持木料品质。矿物油会填补木料细小的裂缝，防止细菌污染。偶尔矿物油会用於食品加工业特别是糖果工业。它主要用来增加糖果的光泽并防止其互相粘连。尽管不推荐用在儿童食品，很多糖果商仍然使用矿物油。
矿物油有时用作脂肪的替代品。
有时用来防止食物粘着在厨具或玻璃器上。
因为有通便作用，食品級矿物油摄入依然受到限制。最大日常摄入量约为100毫克，其中80毫克来自烘烤面包的器械。

### 其他
二战后日本冲绳曾用于制作机油天妇罗。